# ام‌وی لاک استریون
ام‌وی لاک استریون (به انگلیسی: MV Loch Striven) یک کشتی است که طول آن ۳۰٫۲ متر (۹۹٫۱ فوت) می‌باشد. این کشتی  در سال ۱۹۸۶ ساخته شد.